# Travis
Travis é uma banda escocesa, formada por Neil Primrose (baterista), Fran Healy (vocalista), Andy Dunlop (guitarrista) e Dougie Payne (baixista) em Glasgow em 1990.

## História

### Formação e anos iniciais (1990-1995)
O Travis foi formado por garotos na escola de arte de Glasgow que resolveram fazer música para expressar seus sentimentos. Suas músicas tinham uma levada pop, com uma fórmula clássica: um rock de levada mais acústica, aliado a letras que podem ir do romântico ao melancólico, passando pelo tema "álcool + garotas". E também com influências quase que comuns a todas as bandas do britpop dos anos 90: Beatles e blues.
A banda foi formada em 1991, com o nome de Glass Onion e com três dos atuais quatro integrantes: Fran Healy (vocais), Neil Primrose (bateria) e Andy Dunlop (guitarra). Em 1994 veio a mudança do nome para Travis, tirado de um personagem do filme "Paris, Texas". E em 1996 integrou a banda como baixista Dougie Payne, um antigo amigo de Healy da escola de arte, que nunca tinha tocado o instrumento antes. Foi com essa formação que eles gravam "Good Feeling".

### Good Feeling(1996-1998)
O álbum Good Feeling foi  produzido por Steve Lillywhite e lançado pela Independiente, em 1996. Já com esse álbum a banda chamou atenção, com canções como "Happy", "Good Feeling" e "All I Want to Do Is Rock", além de algumas das tradicionais baladas da banda, como "More Than Us". "Good Feeling" ainda rendeu uma declaração pública de Noel Gallagher, dizendo-se um fã do quarteto.

### The Man Who(1999-2000)
No entanto, foi com "The Man Who" que os rapazes de Glasgow conseguiram alcançar o topo das paradas britânicas, especialmente com a canção "Why does it always rain on me". Assim como em "Good Feeling", as canções são românticas e melancólicas, com guitarras um pouco mais suaves que no disco anterior, mas com um forte apelo pop. A guitarra base, na maioria das vezes, é substituída por um violão, o que deixa as músicas ainda mais melancólicas. Esse álbum saiu em 1999, com produção de Nigel Godrich (Radiohead) e Mike Hedges (Manic Street Preachers) e contou com uma pequena polêmica: a de que a sua primeira faixa, "Writing to Reach You", seria um plágio de "Wonderwall", do Oasis. A introdução é, de fato bem semelhante, mas como se sabendo desta semelhança, a letra da música pergunta: "what´s a Wonderwall anyway?". Quando questionado sobre isso, Healy simplesmente disse "só são acordes".

### The Invisible Band(2001-2002)
O terceiro álbum do Travis foi "The Invisible Band", de 2001, também com a produção de Godrich. O primeiro single de trabalho foi "Sing", uma música suave e com um bandolim. A letra foi dedicada à namorada de Healy, pois, segundo ele, ela tinha vergonha de cantar as músicas do Travis que tocavam no rádio. Outros singles lançados foram "Side" e "Flowers in the Window".
Em 2001, é lançado no Reino Unido o DVD "More Than Us", que contém uma apresentação da banda em Glasgow. O trabalho é lançado no resto do mundo no ano seguinte.

### 12 Memories(2003-2005)
Em outubro de 2003 sai o quarto disco do Travis, intitulado "12 Memories". O álbum é recebido de maneira morna pela crítica. Trata-se de um álbum menos acessível do que "The Invisible Band", sem os hits instantâneos que seu anterior trazia.  Os singles de "12 Memories" foram "Re-offender", "The Beautiful Occupation" e "Love Will Come Through".
Em 2004, acontece o lançamento de mais um DVD: "At the Palace", que mostra a banda se apresentando no Alexandra Palace, em Londres.

### The Boy with No Name(2007)
Com o novo álbum The Boy With No Name Travis procura uma rima diferenciada dos demais discos, nem por isso menos pop e com sons mais experimentais e harmoniosos; inspirações sonoras que remetem ao "Yo la tengo".

### Ode to J. Smith(2008)
Gravado entre Fevereiro e Março de 2008, com forte influência dos Beatles , o álbum tem como marca a simplicidade e a velocidade.Os singles do Cd são a faixa homônima e "Song to Self".

### Where You Stand(2013)
Este álbum teve seu lançamento mundial no dia 19 de agosto de 2013. Considerado por muitos e inclusive por Fran Healy o melhor álbum da banda, traz como destaque as canções: Where You Stand, Moving e Mother.

### Everything at Once(2016)
Lançado em 29 de abril de 2016. Destaque para os singles "3 Miles High" e "Magnificent Time".

### 10 songs(2020)
Lançado em outubro de 2020 pela BMG, o álbum foi o primeiro trabalho do grupo desde 12 Memories, de 2003, cujo repertório foi completamente escrito pelo vocalista Fran Healy.. O álbum foi bem recebido de maneira geral pela crítica. No Metacritic, que atribui uma média normalizada baseada em críticas dos principais veículos especializados, o álbum atingiu a nota 78 (em uma escala de 0 a 100) a partir de 6 críticas publicadas. O trabalho atingiu a primeira posição na Escócia e a quinta posição no Reino Unido. Destaques para o single "I'm a Ghost" e para a canção "The Only Thing", que conta com a participação especial de Susanna Hoffs, do The Bangles.

## Discografia
- 1997 - Good Feeling
- 1999 - The Man Who
- 2001 - The Invisible Band
- 2003 - 12 Memories
- 2004 - Singles
- 2007 - The Boy with No Name
- 2008 - Ode to J. Smith
- 2013 - Where You Stand
- 2016 - Everything at Once
- 2020 - 10 Songs

## DVDs
- 2001 - More Than Us (Live In Glasgow)
- 2003 - At The Palace (Live At Alexandra Palace)
- 2004 - Singles